# Норильское восстание
Норильское восстание — восстание заключённых Горлага (Норильск) летом 1953 года. По документам лагерной администрации, советской прокуратуры и суда события проходили сначала как «антисоветское вооружённое контрреволюционное восстание», затем как «массовое неповиновение заключённых лагадминистрации».
Это самое продолжительное и массовое выступление заключённых в истории ГУЛага. С 26 мая по 4 августа волнения происходили во всех шести отделениях Горлага. К концу восстания Горлаг поддержали и два лаготделения ИТЛ «Норильлаг». По данным архивов, число одновременно бастующих доходило до 16 378 человек. Существенно то, что забастовка началась до ареста Лаврентия Берии, а её подавление совпало с известием о его аресте. После этого 3-е лагерное отделение бастовало ещё 3 недели, поскольку комиссия ГУЛага, действовавшая от имени Берии и занятая подготовкой подавления, срочно вернулась в Москву.

## Предпосылки
Предпосылками к восстанию стало прибытие в Горлаг этапов с заключёнными, уже имевшими опыт участия в лагерных волнениях 1952 года, а также смерть Сталина (5 марта 1953 года) и то, что последовавшая за нею амнистия распространилась только на уголовников и заключённых с малыми сроками, процент которых в Горлаге был невелик. Большое количество заключённых были политическими. Беспорядки были спровоцированы младшим сержантом 78-го отдельного отряда ВОХР Горлага Дятловым, который вечером 26 мая «без всякого основания открыл автоматную стрельбу по заключённым, находящимся в жилой зоне 5-го лаготделения», и ранил 7 человек: Климчука (позднее скончался от ран), Медведева, Коржева, Надейко, Уварова, Юркевича и Кузнецова. 24 июня 1953 года Комиссия МВД, расследовавшая применение оружия, рекомендовала привлечь Дятлова к уголовной ответственности.
Примерно одновременно (22 июля — 1 августа 1953 года) аналогичные события происходили в Воркуте в Особом лагере № 6 «Речлаг». События в Воркуте тоже вошли в историю как Воркутинское восстание.

## Требования заключённых
Поскольку администрация лагеря не пользовалась у заключённых доверием, лагерники требовали московской правительственной комиссии. В том, что комиссия из Москвы прилетит, сомнений не было. Заключённые решили до приезда комиссии не выходить на работу и готовить перечень своих требований. Они выдвинули три экономических требования:
1. Сокращение 10—12-часового рабочего дня до 7—8-часового;
2. Выплата заработанных денег (половину на лицевой счёт, половину на руки);
3. Улучшение бытовых условий, медицинского обслуживания и культурно-воспитательной работы.

Помимо этого, заключённые потребовали выполнить следующие условия:
1. Пересмотреть дела политзаключённых (основное требование);
2. Наказать виновников произвола — работников МВД/МГБ;
3. Отменить ношение номеров на одежде;
4. Снять с окон бараков решётки и с дверей замки;
5. Не ограничивать переписку с родными двумя письмами в год;
6. Отпустить из лагерей инвалидов;
7. Вывезти на родину иностранцев;
8. Смягчить наказания за нарушение режима;
9. Гарантировать безопасность делегатам лагерников, ведущим переговоры с комиссиями МВД.

В выступлениях принимали участие практически все категории заключённых. В мятежных лагерях создавались органы самоуправления часто по принципу представительства разных национальных групп заключённых.
Руководители комитетов восставших: 1-м лаготделении П. А. Френкель, М. А. Измайлов (начальник штаба), в 3-м (каторжанском) лаготделении — Борис Шамаев и Иван Воробьёв, в 4-м — Евген Грицяк, 5-м — П. М. Фильнев, 6-м (женском) — А. М. Зеленская. Во втором лаготделении забастовка была очень короткой, избрали забастовочный комитет, но ночью зону разделила охрана, комитет арестовали и забастовка прекратилась. Имена членов комитета во 2-м лаготделении пока остаются неизвестными.

## Итоги
По данным зампрокурора Норильлага Павловского, участвовавшего в расследовании обстоятельств восстания, в его ходе было убито около 100 человек и ранено более 200. Согласно записи в кладбищенской книге Норильска за 1953 год, летом в общей могиле захоронены безымянными 150 человек. Руководителей сопротивления и активистов лагерного самоуправления поместили в центральный ШИЗО, прозванный заключёнными «мясокомбинатом».
Спустя несколько месяцев Горлаг был закрыт, через год было закрыто и Главное управление лагерей (ГУЛаг).
Условия содержания значительно смягчились.

## В произведениях искусства
- Х/ф «Наш бронепоезд» (1988) — ветеран Великой Отечественной войны, бывший лагерный охранник Николай Кузнецов (участвовавший в этих событиях) случайно встречается с одним из бывших заключённых.
- Финал романа Виктора Ремизова «Вечная мерзлота», 2020, разворачивается во время Норильского восстания. Один из главных героев, зека, бывший геолог, а ныне фельдшер Георгий Николаевич Горчаков спасает раненных во время восстания в Норильске. У него на глазах умирает его старый знакомый, полковник Красной армии, зека Кошкин. В это время жена Горчакова Ася рожает дочь в больнице, у которой разбирают крышу, в разрушаемом посёлке Ермаково, где прекращена 503-я стройка. В финале Ася с новорождённой девочкой и старшим сыном снова едут по Енисею, чтобы в очередной раз найти (или не найти) Горчакова.